# Palo cortado

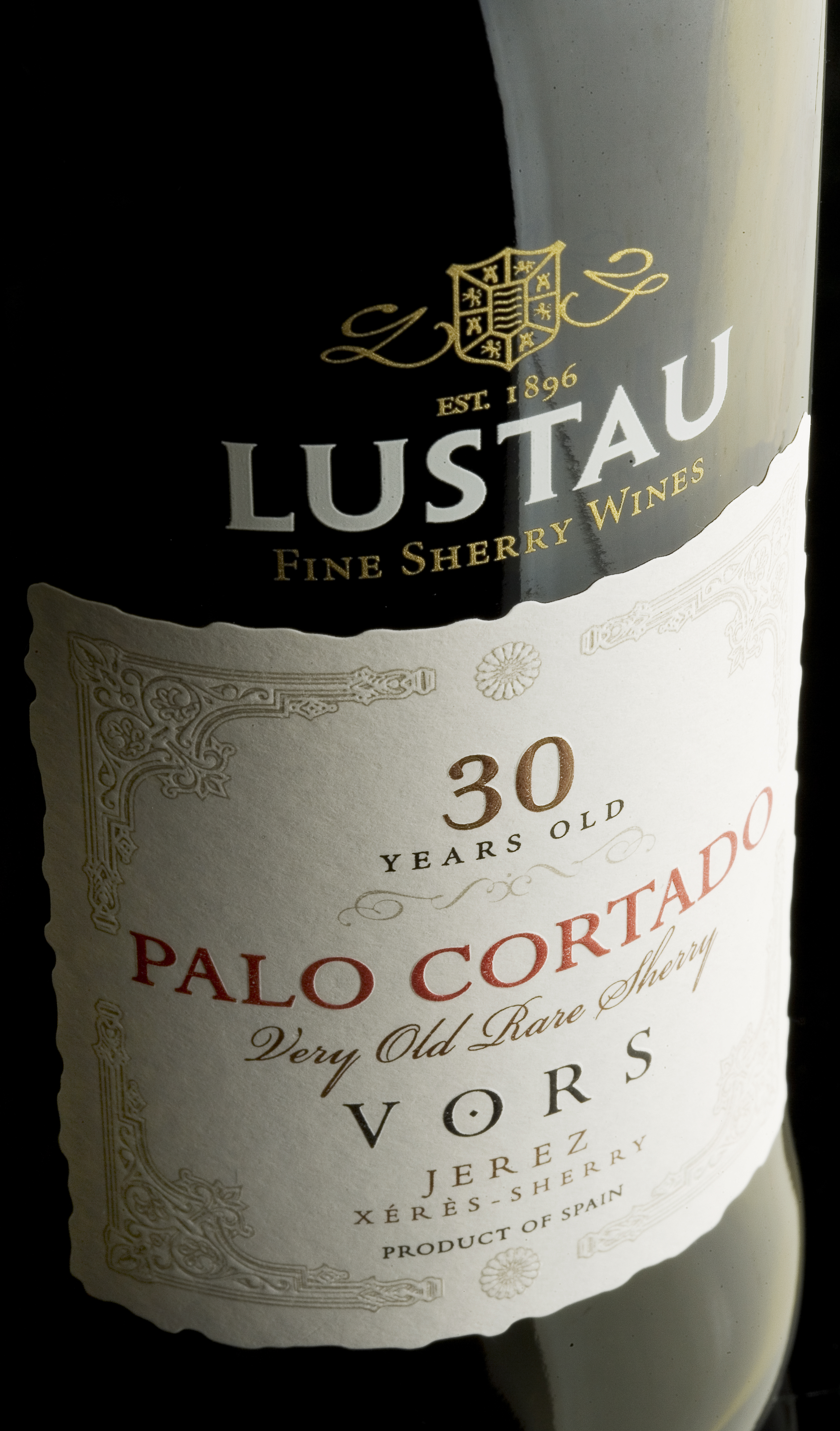
Bouteille de Palo Cortado de 30 ans d'âge.

Le palo cortado est un type rare de vin blanc de Xérès, en Andalousie, obtenu à partir du cépage palomino. Il s’agit d’un vin élevé sous voile pour obtenir un fino ou un amontillado et qui perd son voile. Il en résulte un vin intermédiaire entre un fino et un amontillado.